# Степанюк, Григорий Васильевич
Григорий Васильевич Степанюк (8 марта 1934, Копенковатое, Киевская область — 7 февраля 2008, Мирный, Челябинская область) — тракторист-машинист совхоза «Пятигорский» Державинского района Тургайской области, Казахская ССР. Герой Социалистического Труда (1975).

## Биография
Родился в 1934 году в крестьянской семье в селе Копенковатое. В 1952 году окончил местную семилетку. С 1952 года — рядовой колхозник в колхозе «Красная коммуна» Голованевского района. С 1953 года проживал в Николаеве, где трудился на одном из местных заводов, затем — на шахте в Сталино. В 1956—1959 годах проходил срочную службу в Советской Армии.
После армии в 1960 году по комсомольской путёвке отправился на освоение целины в Казахскую ССР, где трудился шофёром в зерносовхозе «Пятигорский» Баранкульского района (с 1963 года — Державинский район). После окончания в 1965 году курсов механизации работал в этом же совхозе трактористом-машинистом. По итогам работы в 1966 и 1972 году дважды награждался Орденом Трудового Красного Знамени. С 1968 года член КПСС.
В последующем ежегодно показывал высокие трудовые результаты. В 1964—1972 годах на тракторе К-700 обработал 28506 гектаров, что составило 174 % от плана. За сезон при норме 220 гектаров обмолачивал зерновые в среднем площадь в 796 гектаров. За десять лет работы обработал 7965 гектаров и намолотил 61380 центнеров зерновых. Средняя выработка на обмолоте составила 29,8 центнеров при норме 12,5 центнеров. За эти годы своей работы сэкономил 267 центнеров горюче-смазочных материалов и сберёг 3595 рублей. Досрочно выполнил плановые задания по сбору зерновых и личные социалистические обязательства Девятой пятилетки (1971—1975).
Указом Президиума Верховного Совета СССР от 10 февраля 1975 года удостоен звания Героя Социалистического Труда за «выдающиеся успехи, достигнутые во Всесоюзном социалистическом соревновании, и проявленную доблесть в досрочном выполнении заданий девятой пятилетки и принятых обязательств по увеличению производства и продажи государству земледелия и животноводства» с вручением ордена Ленина и золотой медали «Серп и Молот» (№ 16350).
За выдающиеся трудовые достижения по итогам работы в годы Десятой пятилетки (1981—1985) награждён Орденом Дружбы народов.
В 1984—1985 годах временно проживал в Винницкой области, затем вновь возвратился в совхоз «Пятигорский», где продолжил трудиться механизатором в бригаде № 3. Неоднократно участвовал во Всесоюзной выставке ВДНХ в Москве. Избирался депутатом местных Советов депутатов трудящихся.
В апреле 1993 года вышел на пенсию. В 1995 году вместе с женой переехал в посёлок Мирный Челябинской области.
Умер в феврале 2008 года. Похоронен на Градском кладбище в Челябинске.
Награды
- Герой Социалистического Труда
- Орден Ленина
- Орден Трудового Красного Знамени — дважды (19.04.1967; 13.12.1972)
- Орден «Дружбы народов» (22.02.1982)
- Медаль «За освоение целинных земель» (20.10.1986)
- Бронзовая медаль ВДНХ — дважды (17.12.1964; 23.05.1984).